# Golduck
Golduck (japanski: ゴルダック Gorudakku) jedan je od 1025 fiktivnih vrsta Pokémona iz medijske franšize Pokémon, skupa Pokémon videoigara, animiranih serija, manga stripova, knjiga, igraćih karata i drugih medija kojima je tvorac Satoshi Tajiri. Svrha je Golducka u videoigrama, animiranoj seriji i manga stripovima, kao i svrha ostalih Pokémona, borba s divljim Pokémonima – neukroćenim stvorenjima koje igrači i likovi pronalaze dok kreću na razne avanture – i pripitomljenim Pokémonima drugih Pokémon trenera.

## Etimologijaimena
Golduckovo ime vjerojatno je kombinacija engleskih riječi "gold" = zlato, što se vjerojatno odnosi na crveni dragulj na njegovu čelu, i "duck" = patka, što se odnosi na njegovu sličnost s patkama.

## Pokédex podaci
- Pokémon Red/Blue: Često viđen kako elegantno pliva duž obala jezera. Često biva zamijenjen za japansko čudovište Kappu.
- Pokémon Yellow: Njegovi vitki i dugi udovi završavaju širokim perajama. Koristi ih za graciozna plivanja u jezerima.
- Pokémon Gold: Kada pliva punom brzinom koristeći svoje vitke udove s plivaćim kožicama, rubin na njegovom čelu iz nekog razloga počinje sjati.
- Pokémon Silver: Pojavljuje se u blizini vodotoka tijekom sumraka. Ako njegovo čelo počne sjati, može koristiti telekinetičke moći.
- Pokémon Crystal: Graciozno pliva uz mirne i tihe rijeke i jezera kojima je najviše sklon.
- Pokémon Ruby: Peraje s plivaćim kožicama na njegovim prednjim i stražnjim udovima te njegovo aerodinamično tijelo daju Golducku zastrašujuću brzinu u vodi. Ovaj je Pokémon mnogo brži od bilo kojeg atletskog plivača.
- Pokémon Sapphire: Golduck je najbrži plivač među Pokémonima. Neumorno pliva, čak i u oštrim, olujnim vodama. Ponekad spašava ljude tijekom brodoloma.
- Pokémon Emerald: Golduck je vješt plivač. Ponekad se pridružuje profesionalnim plivačima u njihovim treninzima. Koristi psihičke moći kada njegovo čelo počne sjati.
- Pokémon FireRed: Njegove udove krase plivaće kožice, čineći ga vještim plivačem. Može ga se vidjeti kako graciozno pliva u jezerima.
- Pokémon LeafGreen: Često viđen kako elegantno pliva duž obala jezera. Često biva zamijenjen za japansko čudovište Kappu.
- Pokémon Diamond: Pokémon koji obitava u jezerima. Pliva brže od ikojeg ljudskog plivačkog šampiona.
- Pokémon Pearl:Plivaće kožice na njegovim veoma razvijenim udovima daju mu zastrašujuću brzinu. Najbolji je plivač među svim Pokémonima.

## U videoigrama
Golduck je evoluirani oblik Psyducka, Vodenog Pokémona koji je poprilično čest u svim Pokémon videoigrama. Psyduck se u Golducka razvija na 33. razini. Golducka se može pronaći i u divljini u sve tri regije: Kantu, Johtu, i Hoennu, a može ga se oteti u videoigri Pokémon XD: Gale of Darkness. Golduckovi su glavni aduti njegovi Special Attack i Speed statusi, koji mu dopuštaju brzo korištenje snažnih Vodenih i Psihičkih napada koje može naučiti prirodnim putem. Kao i Psyduck, Golduck isto može koristiti Psihičke napade, unatoč tomu što nije Psihički tip Pokémona.
Golducka često koriste Vođe Dvorana, poput Misty, koja se specijalizirala za Vodene Pokémone, u Pokémon Gold, Silver i Crystal, a kasnije i Whitney, Vođa Dvorane specijalizirana za Normalne Pokémone u Pokémon Stadium 2 videoigri.
Golduckova sposobnost Devetog oblaka (Cloud Nine) blokira vremenske učinke napada kao što su Sunčani dan (Sunny Day) i Ples kiše (Rain Dance).
Golduck ima slabost na Travnate i Električne napade, ali je dobar protiv Kamenih, Vatrenih i Zemljanih Pokémona.

## Tehnike
| Prirodne tehnike                   | Prirodne tehnike | Prirodne tehnike |
| ---------------------------------- | ---------------- | ---------------- |
| Tehnika                            | Vrsta tehnike    | Razina           |
| Grebanje (Scratch)                 | Normalni         |                  |
| Vodeni sport (Water Sport)         | Vodeni           |                  |
| Zamah repom (Tail Whip)            | Normalni         |                  |
| Vodeni pištolj (Water Gun)         | Vodeni           |                  |
| Onesposobljavanje (Disable)        | Normalni         |                  |
| Zbunjivanje (Confusion)            | Psihički         |                  |
| Vodeni puls (Water Puls)           | Vodeni           |                  |
| Bijesno udaranje (Fury Swipes)     | Normalni         |                  |
| Vrištanje (Screech)                | Normalni         |                  |
| Poboljšana psiha (Psych Up)        | Normalni         | 37               |
| Zen glavom kroz zid (Zen Headbutt) | Psihički         | 44               |
| Amnezija (Amnesia)                 | Psihički         | 50               |
| Vodena crpka (Hydro Pump)          | Vodeni           | 56               |

## Statistike
| HP:      | 80 |  |
| Attack:  | 82 |  |
| Defense: | 78 |  |
| Special: | 80 |  |
| SpAtk:   | 95 |  |
| SpDef:   | 80 |  |
| Speed:   | 85 |  |

Statistika Special korištena je samo tijekom prve generacije; kasnije je podijeljenja na Special Attack i Special Defense statistike.

## U animiranoj seriji
Golduck se prvi put pojavio u jednoj od Orange epizoda, u kojoj je Misty bila uvjerena da je njen Psyduck evoluirao u Golducka. Misty sreće Pokémon trenericu Marinu, koja, poput nje same, teži tomu da postane najbolja trenerica Vodenih Pokémona, te Misty pristaje na borbu s njom. Tijekom borbe, Misty primjećuje da i Marina ima Psyducka, iako je Marinin Psyduck poslušniji i korisniji od Mistyjina koji je odsutan i pravi cmizdravac. Mistyjin Psyduck tijekom borbe nestane, i biva zamijenjen Golduckom, što navodi Misty do zaključka da je njen Psyduck evoluirao. Doduše, nakon neuspješnog pokušaja Tima Raketa da ukradu Mistyjine i Marinine Pokémone, Misty otkrije da se njen Psyduck skrivao u njezinu ruksaku, te da Golduck zapravo nije njen, nego divlji, koji se samo volio praviti važan pred djevojkama. Na kraju epizode, Misty povuče paralelu između Golducka i Brocka, Pokémon uzgajivača koji se uvijek raznježi u društvu lijepih djevojaka, komentirajući da je "Golduck samo Pokémon verzija Brocka".
Golduck je imao još brojnih pojavljivanja u animiranoj seriji kao i u Pokémon filmovima. U filmu Pokémon: Mewtwo Strikes Back, Golducka dovede njegov trener na otok na kojem prebiva Mewtwo. Mewtwo kasnije otme i klonira Golducka uz brojne druge Pokémone koji su dovedeni da izazovu Mewtwoa. Klonirani Golduck poslije se ponovo pojavljuje u filmu Pokémon: Mewtwo Returnes. 